# Čestlice
Čestlice (en allemand : Tschestlitz) est une commune du district de Prague-Est, dans la région de Bohême-Centrale, en République tchèque. Sa population s'élevait à 692 habitants en 2020.

## Géographie
Čestlice se trouve à 6 km à l'ouest-nord-ouest de Říčany et à 14 km au sud-est du centre de Prague.
La commune est limitée par Prague au nord et au nord-est, par Nupaky au sud-est, par Dobřejovice au sud-ouest, et par Průhonice à l'ouest.

## Histoire
La première mention écrite de la localité date de 1228.